# Szilaspogony
Szilaspogony es un pueblo ubicado en el condado de Nógrád, Hungría.

## Superficie
Posee una superficie de 14,40 kilómetros cuadrados.

## Demografía
Hasta 2021 la población era de 313 habitantes, con una densidad de población de 21,73 habitantes por kilómetro cuadrado.